# Reacció de Biginelli

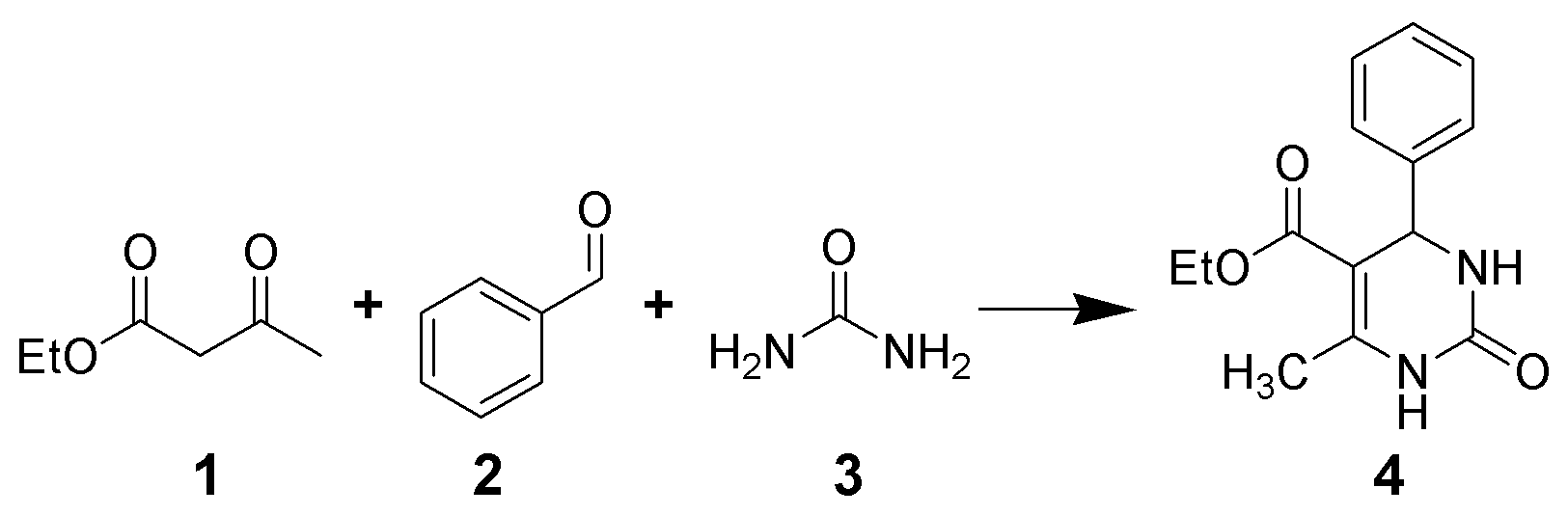
Reacció de Biginelli

La reacció de Biginelli és una reacció orgànica multicomponent de formació de 3,4-dihidropirimidin-2(1H)-ones 4 a partir d'acetoacetat d'etil, un aldehid (com el benzaldehid 2) i urea 3.
Aquesta reacció va ser descrita pel químic italià Pietro Biginelli l'any 1891. La reacció pot ser catalitzada per un àcid de Brønsted o un àcid de Lewis, com el trifluorur de bor o el triclorur de ferro.